# Maytenus reynosioides
Maytenus reynosioides är en benvedsväxtart som beskrevs av Ignatz Urban. Maytenus reynosioides ingår i släktet Maytenus och familjen Celastraceae. Inga underarter finns listade.